# 麻豆代天府
23°11′25″N 120°15′30″E / 23.1902314°N 120.2582449°E
麻豆代天府又稱為蔴荳五王廟，為臺灣臺南市麻豆區之王爺廟，與國立曾文農工相鄰，是麻豆區最大的廟宇，亦為台南總佔地面積第二大廟宇，僅次於南鯤鯓代天府，重建於1956年（民國45年）。因分靈眾多，麻豆代天府與南鯤鯓代天府同為全台五府千歲開基總廟

## 沿革

### 發跡
明崇禎年間，泉邑啟建王醮，晉江縣富美宮，李、池、吳三尊千歲，隨王船東巡，該王船漂流至當時的蔴荳港（位於麻豆東隅地名為「牛稠庄水堀地」處），當地先民恭迎並且就地搭建茅草土牆之寮供奉此三尊千歲。:293-294
1662年（明永曆十六年），先民有感於神明保佑，加上生活條件好轉，並集資擴建，改以磚造神殿，廟號曰：「保寧宮」，即「麻豆代天府」之前身。:293-294

### 落沒
1755年（清乾隆二十年），因蔴荳港地理因素，地脈形成龍湖鳳穴，湖中一老木棉樹，每逢花季盛開時，彷彿帝王御用之涼傘一般，沾有天子靈氣。某日巡台御史行經麻豆，見此奇景，便奏請清廷，假借建水堀頭橋之名，暗行破壞當地風水地理之實，以石卵、棕衣、木材等阻擋靈泉湧出之處，並以石大量車阻厄地靈，龍湖鳳穴之地形遭到破壞。不久，該地竟遭災變，港口航道淤塞，蔴荳港逐漸落沒，人丁俱失，千歲易狩他鄉。又因當時麻豆瘟疫擾民，當地居民合議恭請千歲回當地遶境，護佑在地平安，自此沿襲成例，因此每年皆有「迎香」回當地的慣例。:294
1857年（清咸豐七年），牛稠庄人丁星散，保寧宮遷建在麻豆庄的頂街，廟號改為「保安宮」。:294

### 重建

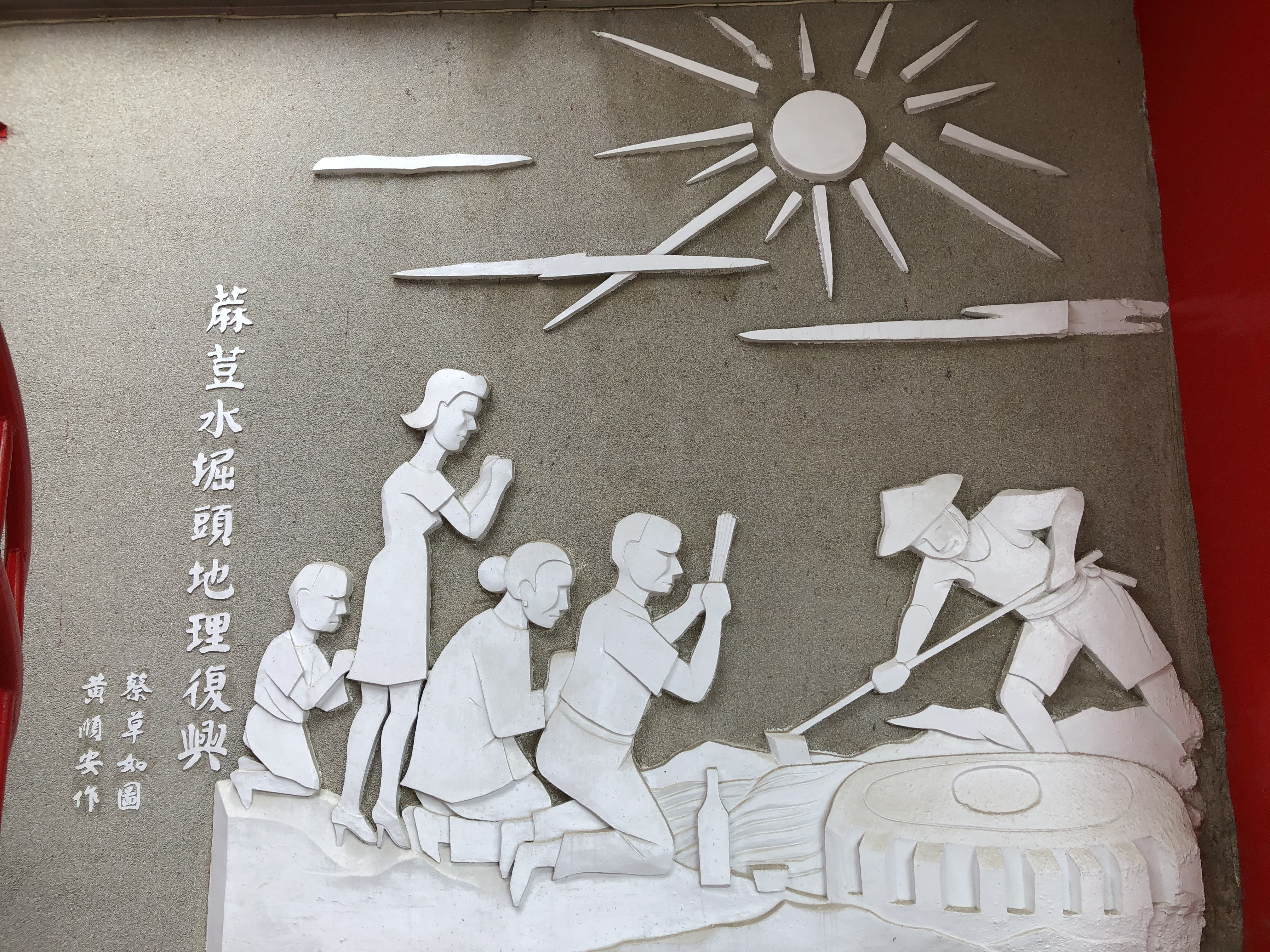
蔴荳水堀頭地理復興圖，蔡草如圖。現存於麻豆五王廟。描繪出1956年挖出石車的內容。

麻豆居民依照往年慣例，於每年3月末，至北門南鯤鯓迎請五府千歲至麻豆繞境祈求平安，至四月下旬再將神明送回。直至1953年左右（民國42年），五府千歲至麻豆遶境時，屢次指示，水堀頭龍湖鳳穴地理需要修復，但地方人士半信半疑，認為此乃乩童之誤解。
1956年（民國45年），信眾循例自南鯤鯓迎請千歲至麻豆，農曆4月初6日下午，五府千歲振發神輿至水堀頭插香，並指示重啟靈穴，信眾依照指示挖掘，果然發現石車，麻豆、官田、下營居民得知後熱烈參與，最後於龍頭之處挖出石車36粒，龍喉處挖出巨石72粒，外加棕蓑和種種民間避邪之物，昔日地靈被阻並非虛言，更奇妙的是，自從開龍喉後，飲龍喉水夙疾皆除，塗龍鳳土頑疾見效，因而轟動全台，眾善信紛紛前往龍湖鳳穴求取龍喉水、龍鳳土或祈求平安、瞻禮神跡。地方仕紳有感於神恩，提倡組建廟宇，即成立「麻豆代天府建廟委員會」，並共同推舉呂廷復氏總董其事。該提議也受到了信眾們的熱烈迴響，紛紛慷慨解囊協助建廟。廟地訂於「保寧宮」原址，於農曆11月26日動土興建、12月12日剪料、12月28日寄樑。
1957年（民國46年），農曆11月26日，中殿上樑。
1958年（民國47年），農曆3月20日，中殿入火安座。
1960年（民國49年），農曆2月7日，前殿上樑。
1962年（民國51年），農曆9月25日，後殿寄樑。
1963年（民國52年），農曆2月29日，前殿竣工。
1965年（民國54年），農曆9月15日，後殿上樑。
1966年（民國55年），農曆九9月25日，後殿入火安座。
廟方於10年間先後完成前、中、後殿以及，兩旁廟室、香客休息所、大會議廳，以及前後庭園花苑。
1976年（民國65年），首次啟建「祈安七朝清醮」建醮大典。
1979年（民國68年），斥資近億興建「觀光巨龍」。
1982年（民國71年），文物大樓落成。
1983年（民國72年），觀光巨龍開放。
1990年（民國79年），天壇格局之觀音寶殿落成。
2002年（民國91年），北香客大樓落成。麻豆代天府整體建設大功告成。:294-298

## 祭祀與活動
該府大殿供奉著李、池、吳、朱、范王等五府千歲，後殿供奉觀世音菩薩、城隍爺、福德正神和註生娘娘，觀音殿則主奉觀世音菩薩，太歲殿奉斗母和六十太歲星君，除此亦供奉東嶽大帝:299。

### 遶境
麻豆香：為麻豆地區著名的遶境活動之一，每3年由麻豆代天府舉辦，為台南5大香科之一，1956年之前為每年固定舉辦，後則改為每3年舉辦，固定於牛、龍、羊、狗年舉辦一次，農曆三四月間（國曆四月最後一個週末）舉行。

### 建醮
祈安七朝清醮：每12年舉辦一次（每逢龍年舉行），該府於1975年委員會通過決議擇期舉辦「祈安七朝清醮」活動，以祈求風調雨順、國泰民安，該建醮大典，自1956年於因水堀頭龍喉鳳池重現，代天府五府千歲重新建廟駐蹕以來，已於1976年、1988年、2000年、2013年分別啟建4次:299。
儀式內容： 

先赴麻豆水堀頭龍喉鳳池（現台灣首府大學橋邊）汲取聖水，於首日建火醮，旨在驅除魔氛，以保醮事平順、合境安寧。其醮技科儀，包括文武二場。誦讀的經懺計有十卷，分別為：朝天大懺、天后妙經、天君真經、真武真經、玉樞寶經、三官妙經、三官經（天、地、人三官寶懺）、五斗經（東、西、中、南、北斗真經）、玉皇經（玉皇真經）。一切醮儀、獻祭，皆依古法而行。做醮時樹立之燈篙，除依古法外，其中「仙禽燈」部份採用白鶴形象為之，全國僅出現於台南地區。

### 祭典
以下資料參考麻豆代天府2021文化民曆
- 農曆四月二十六日：李府千歲聖誕(大王)
- 農曆六月十八日：池府千歲聖誕(二王)
- 農曆九月十五日：吳府千歲聖誕(三王)
- 農曆八月十五日：朱府千歲聖誕(四王)
- 農曆四月二十七日：范府千歲聖誕(五王)[2]
- 農曆二月十九日：觀音菩薩聖誕紀念日
- 農曆三月二十日：註生娘娘聖誕
- 農曆三月二十八日：東嶽大帝聖誕
- 農曆六月初六日：天虎將軍聖誕
- 農曆六月十九日：觀音菩薩得道紀念日
- 農曆八月十五日：福德正神聖誕
- 農曆九月十三日：縣城隍爺聖誕
- 農曆九月十九日：觀音菩薩出家紀念日
- 農曆十月初八日：斗姥元君聖誕[1]:299

## 建築特色
- 主廟：主廟為泉州建築，其華麗與豐富之裝飾和細節反應神明靈驗、信眾興旺。主廟的大門，為整塊厚樟木雕刻而成的立體門神，是其它廟宇所罕見。
- 後苑：後苑的「五彩巨龍」為1979年（民國68年）所建，長76公尺、高7公尺，巨龍內設有天堂、地獄及水晶宮(因年舊失修目前屬封閉狀態)三園，其最具特色之處即天堂與地獄園區，主要為休閒遊憩寓教於樂的功能，為觀光客常慕名造訪之景點。
  - 天堂園區，旨在教育人們多做好事即可到天堂享福，其十景為：神仙朝聖、查核善惡、春宵夜宴、寒冬品茗、仙女遊園、仙姝獻舞、林下操琴、秋郊奕棋、牛郎織女、佛祖宣教
  - 地獄園區（在巨龍底下），旨在勸人諸惡莫作，否則做了什麼壞事就會得到相對應的刑罰，其地獄園區共十八層地獄、十殿閻羅王，分別針對罪人所犯的不同的罪，判予不同的刑罰。[6][4]

## 環境

### 正門

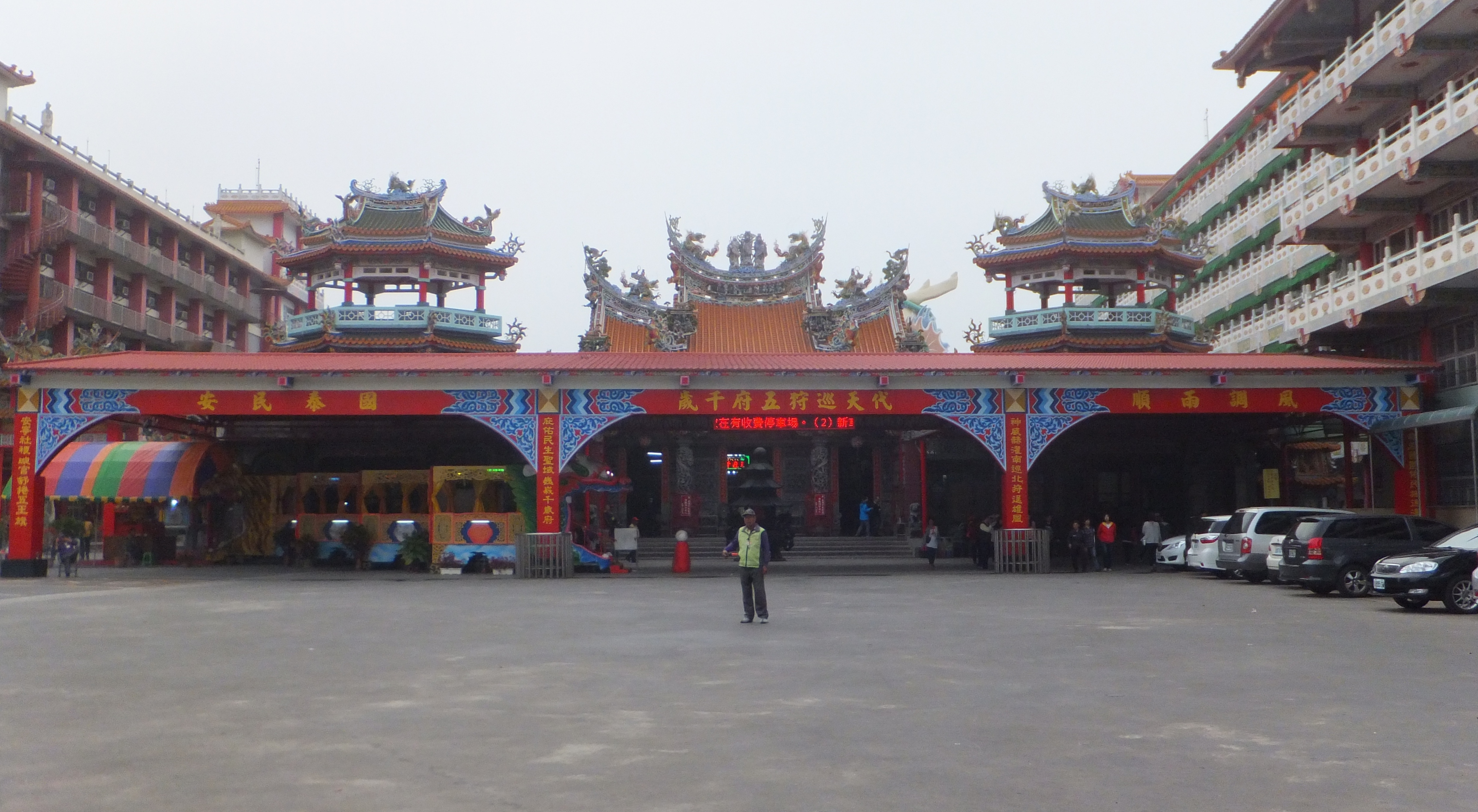
麻豆代天府外觀
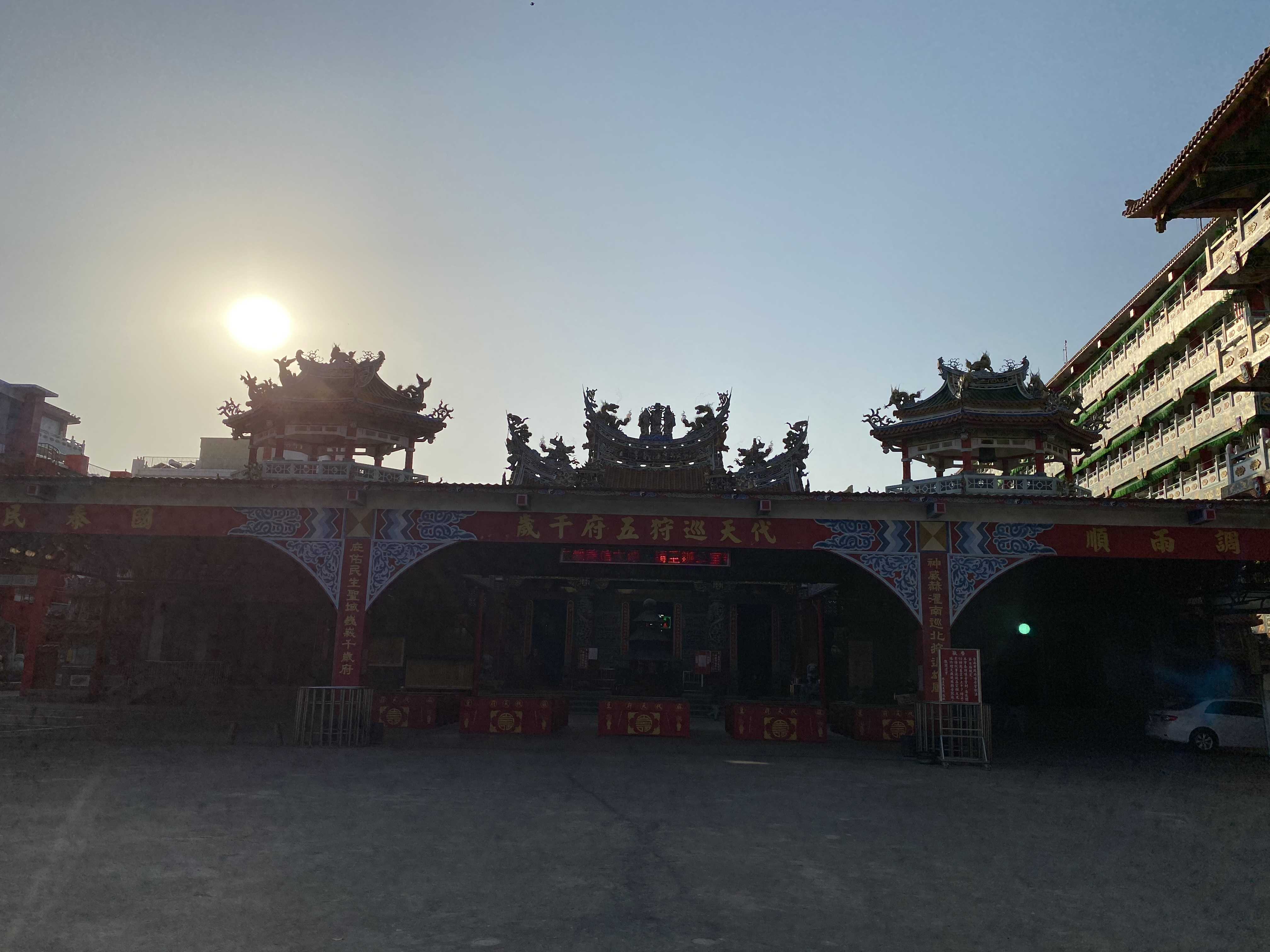
麻豆代天府外觀(傍晚景)
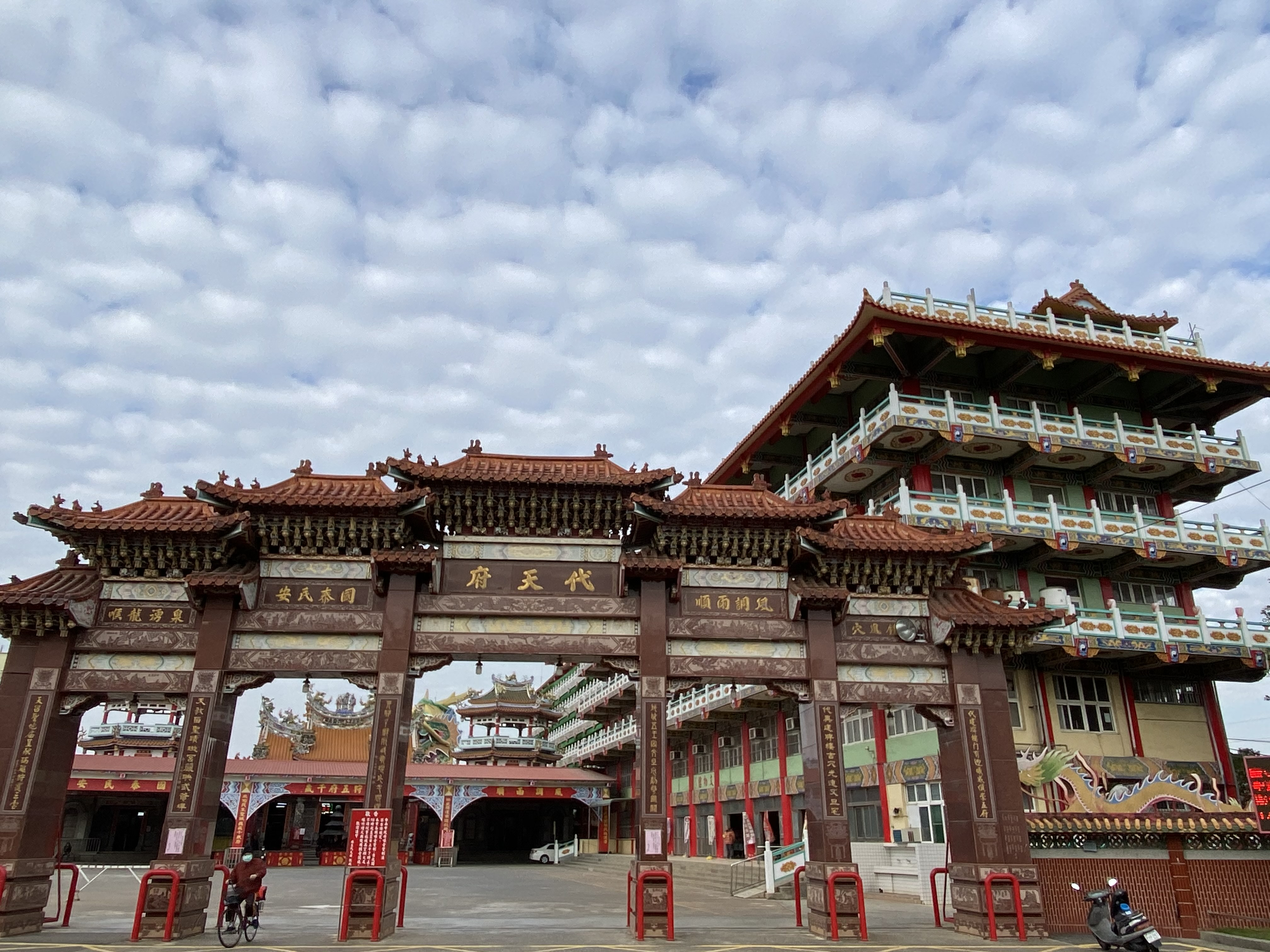
麻豆代天府正門照(外側景)
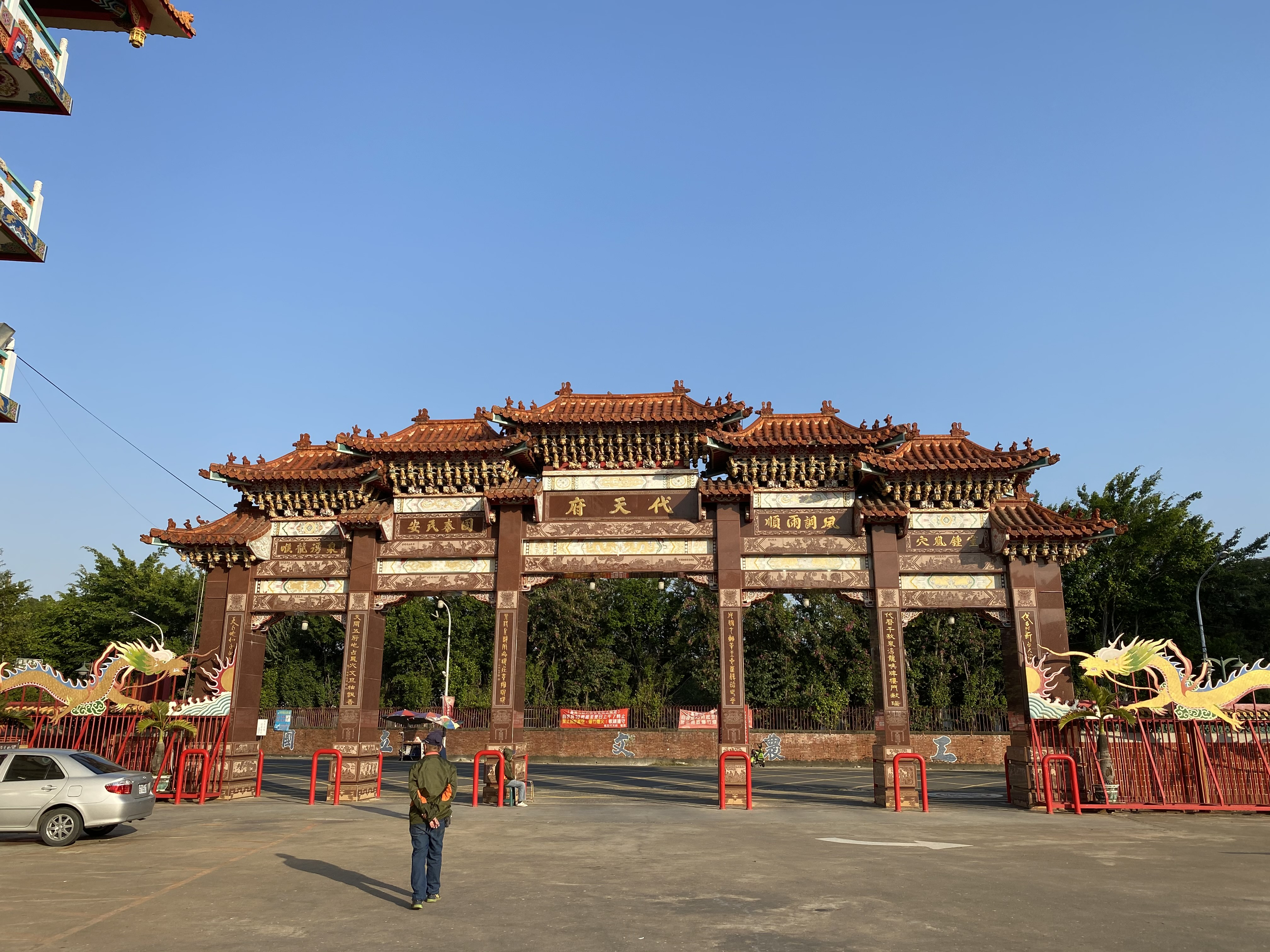
麻豆代天府正門照(內側景)

### 後苑

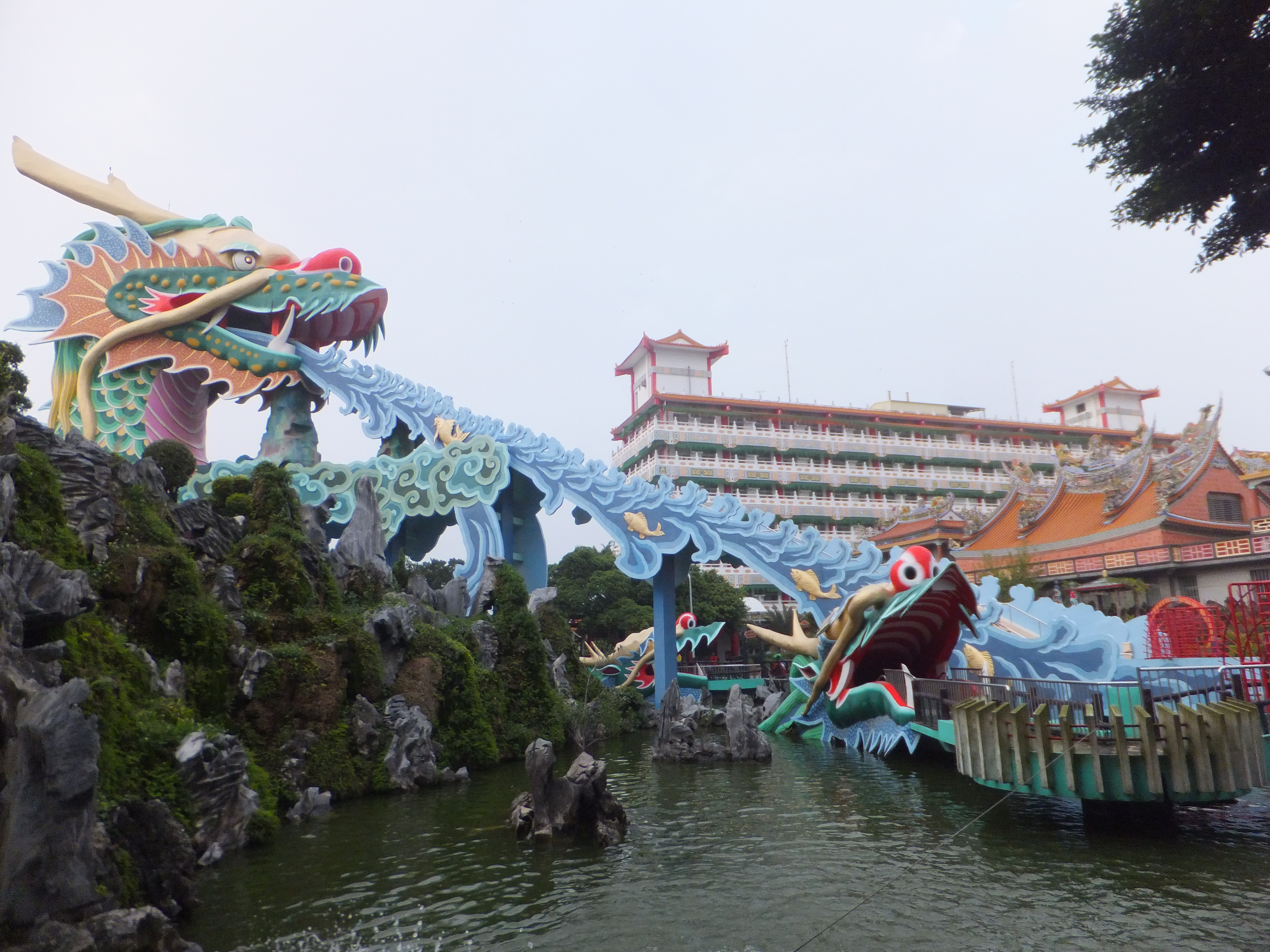
麻豆代天府後苑側景1
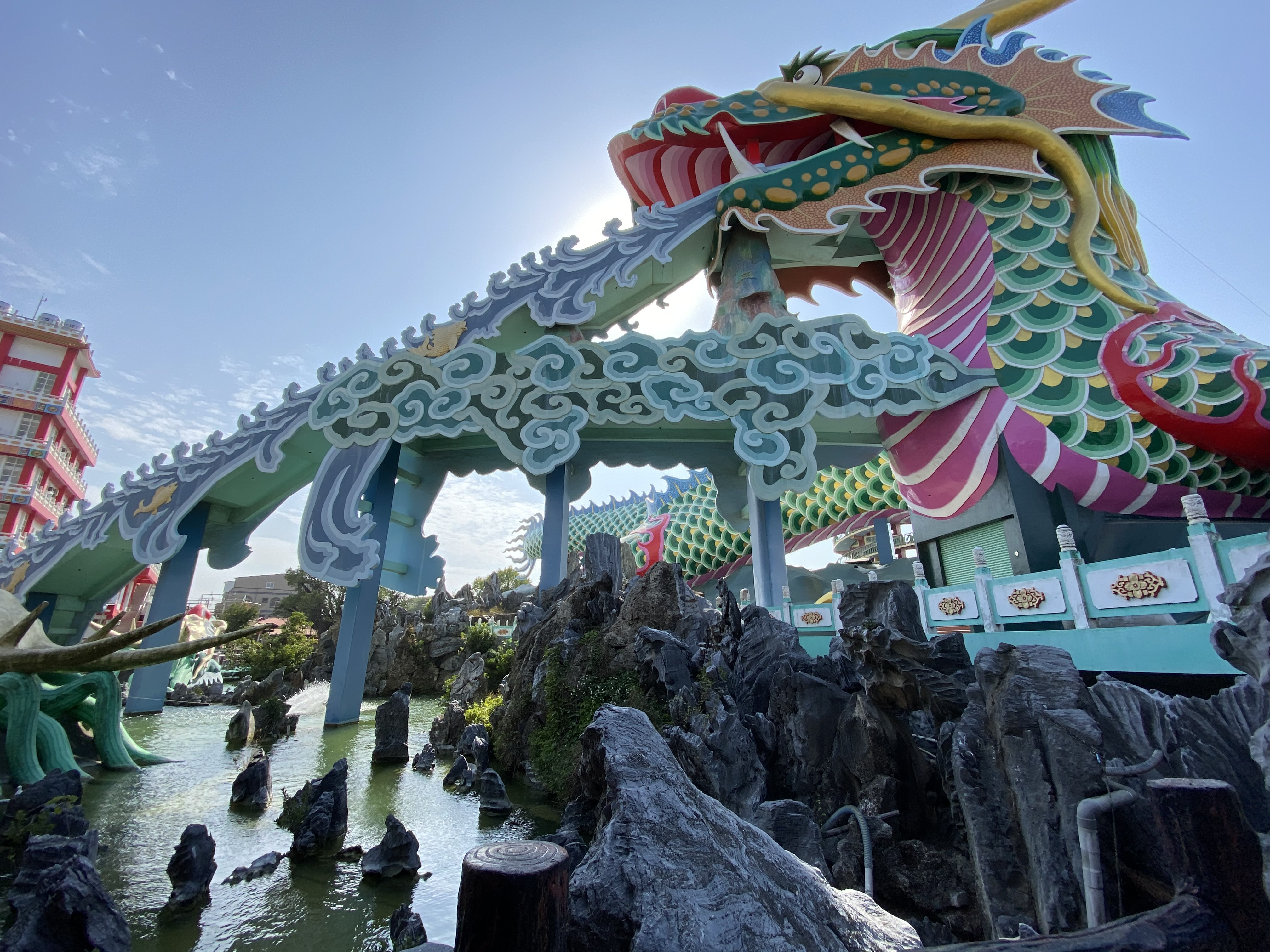
麻豆代天府後苑側景2
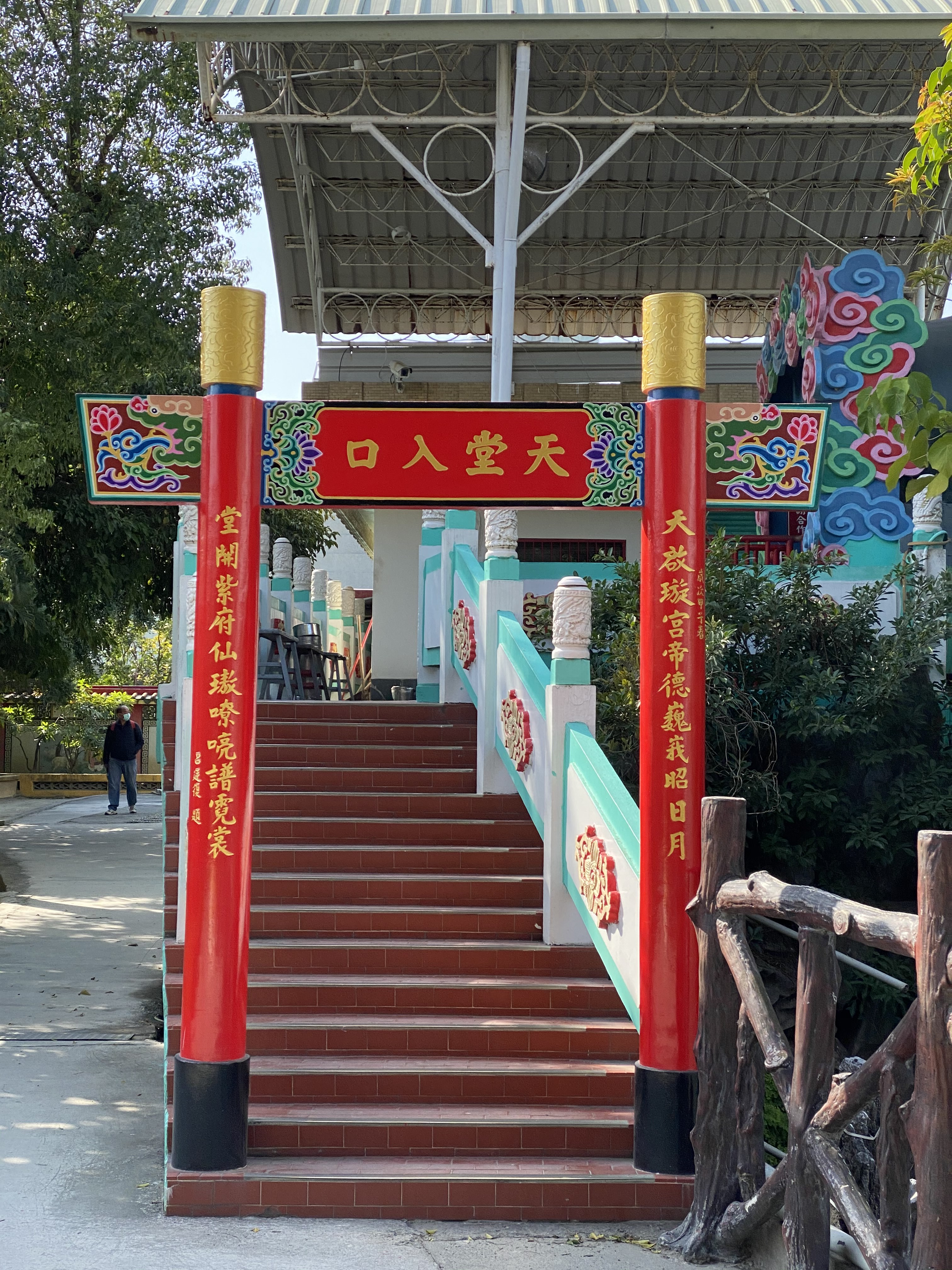
麻豆代天府後苑天堂園區入口
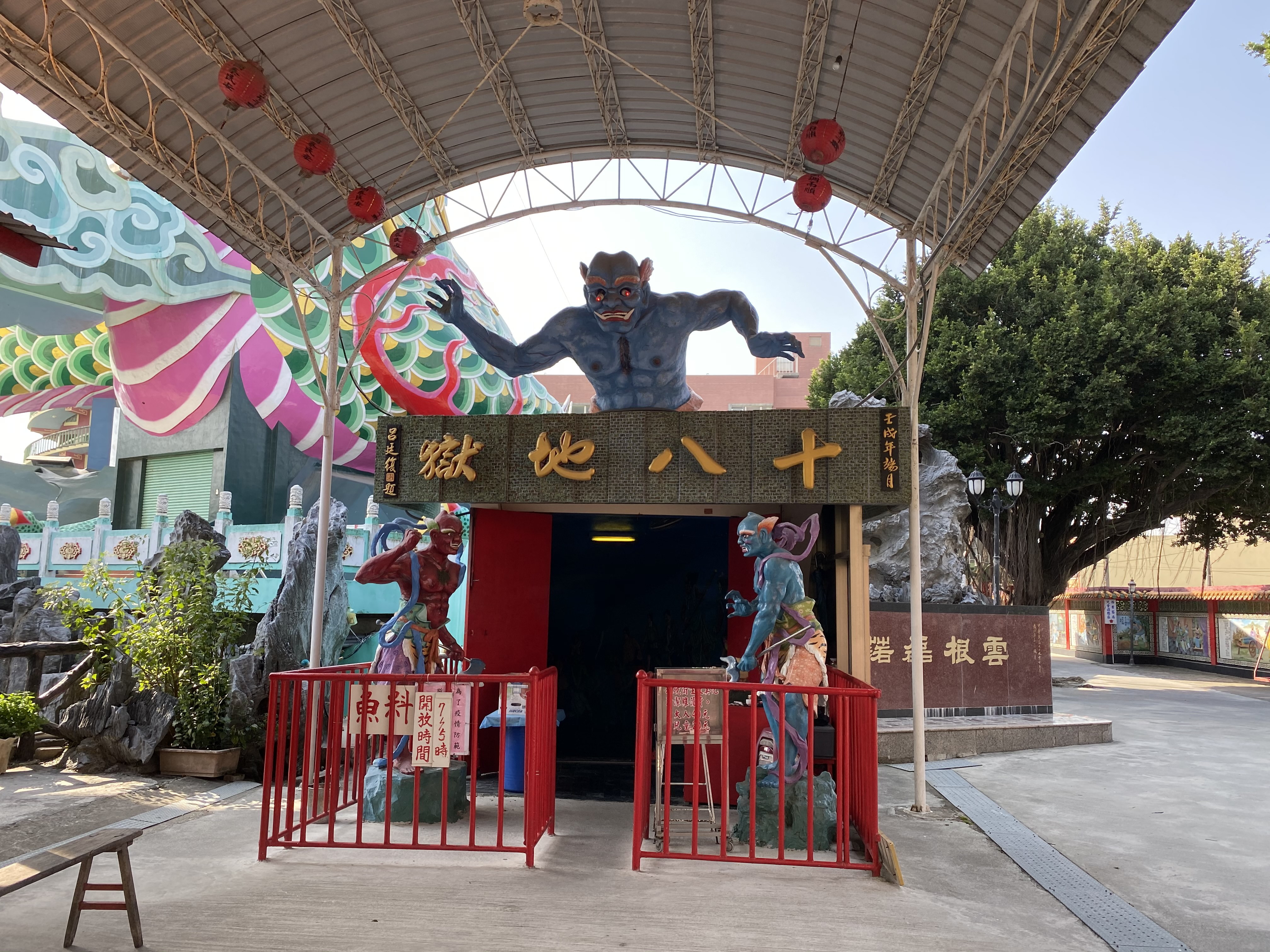
麻豆代天府後苑地獄園區入口

### 觀音殿

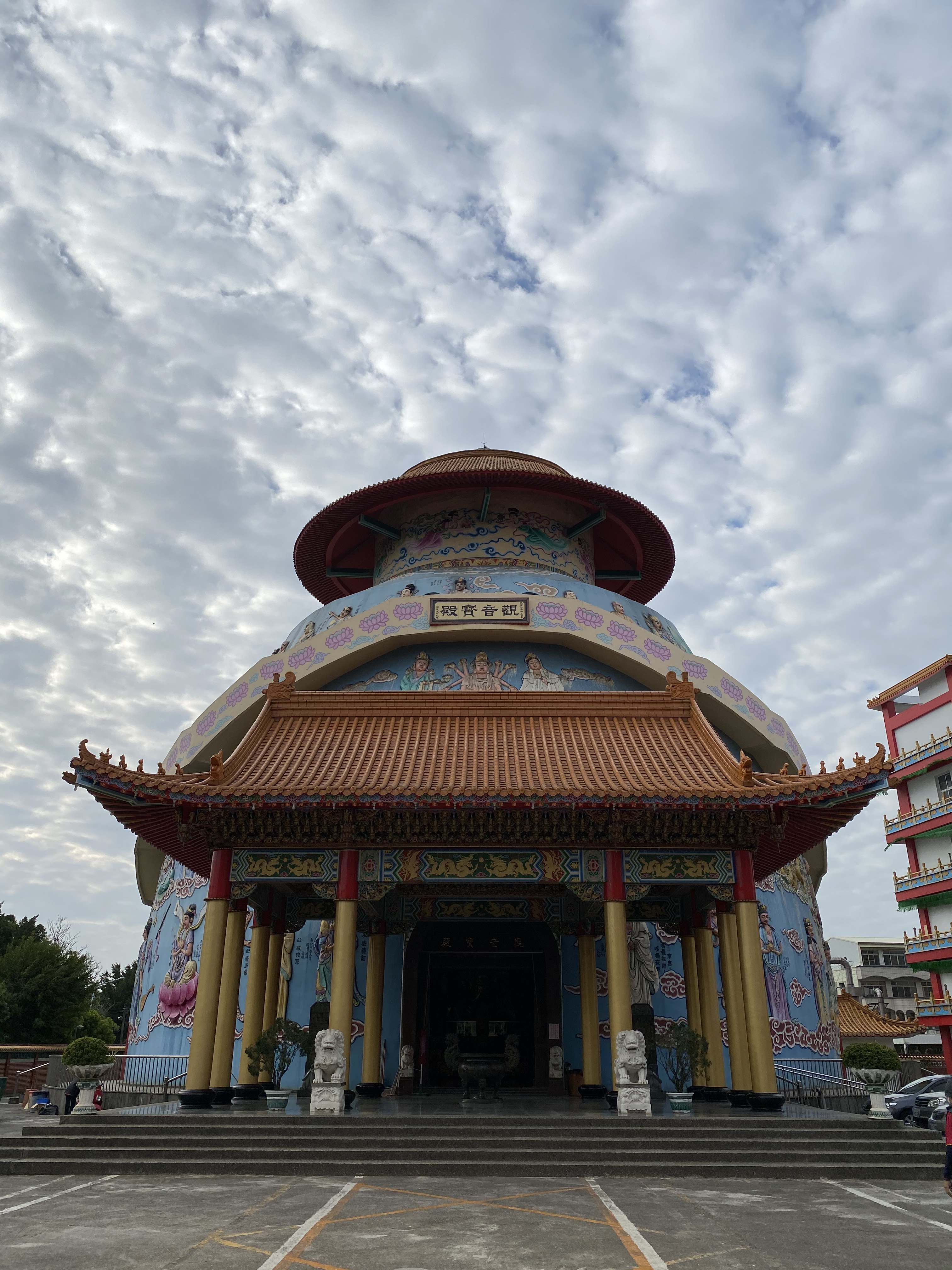
麻豆代天府觀寶音殿外觀
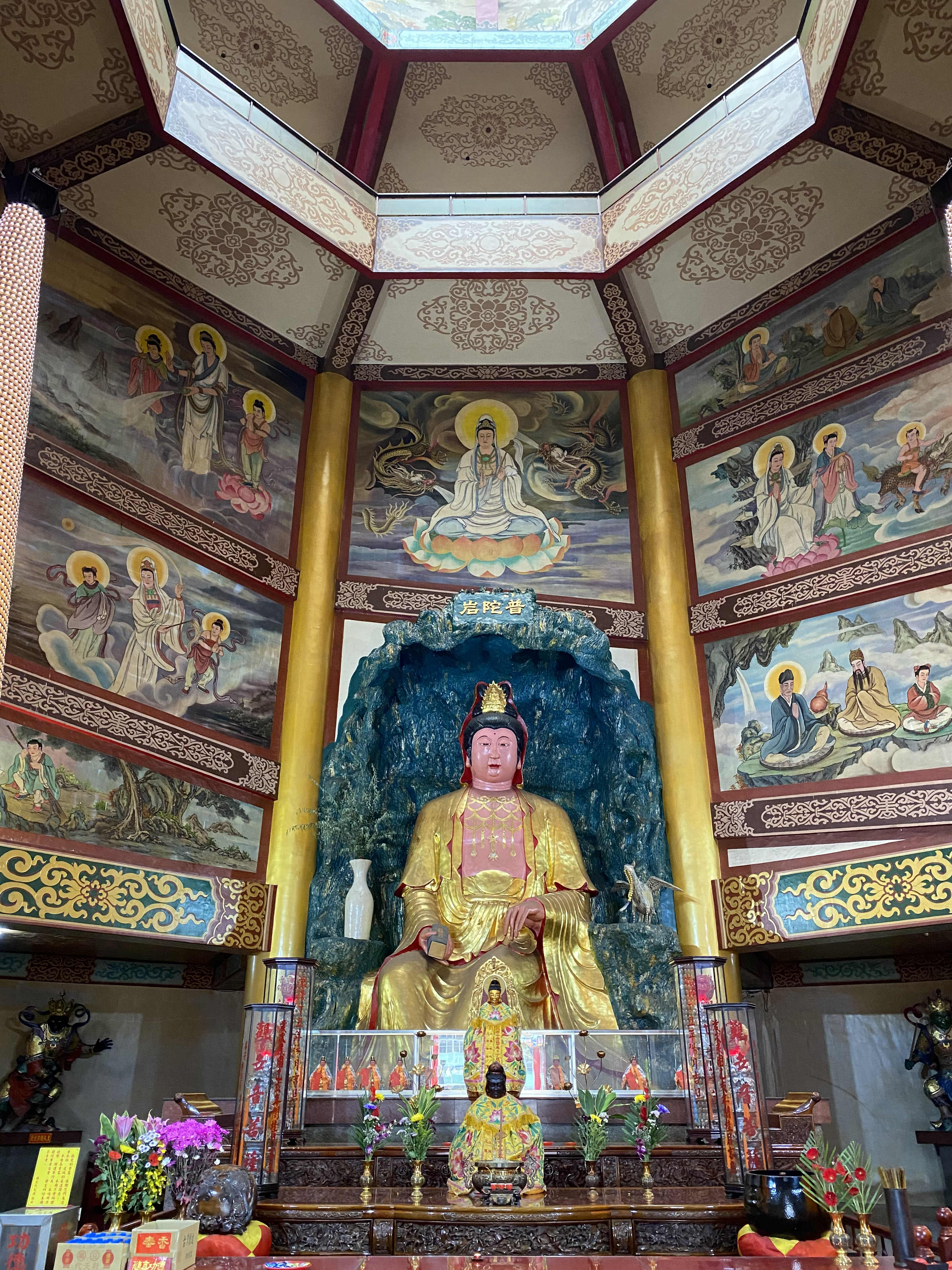
麻豆代天府觀寶音殿內景

## 外部連結
- 麻豆代天府官方網站 （页面存档备份，存于）
- 麻豆代天府《五府千歲總廟》 （页面存档备份，存于）
- 「麻豆香」蜈蚣陣 （页面存档备份，存于）
- 麻豆代天府(五王廟) （页面存档备份，存于）
- 親近群眾多樣設置的麻豆代天府 （页面存档备份，存于）
- 比鬼屋更寫實血腥 麻豆代天府附設18層地獄膽小勿入 （页面存档备份，存于）